# Porticus Philippi

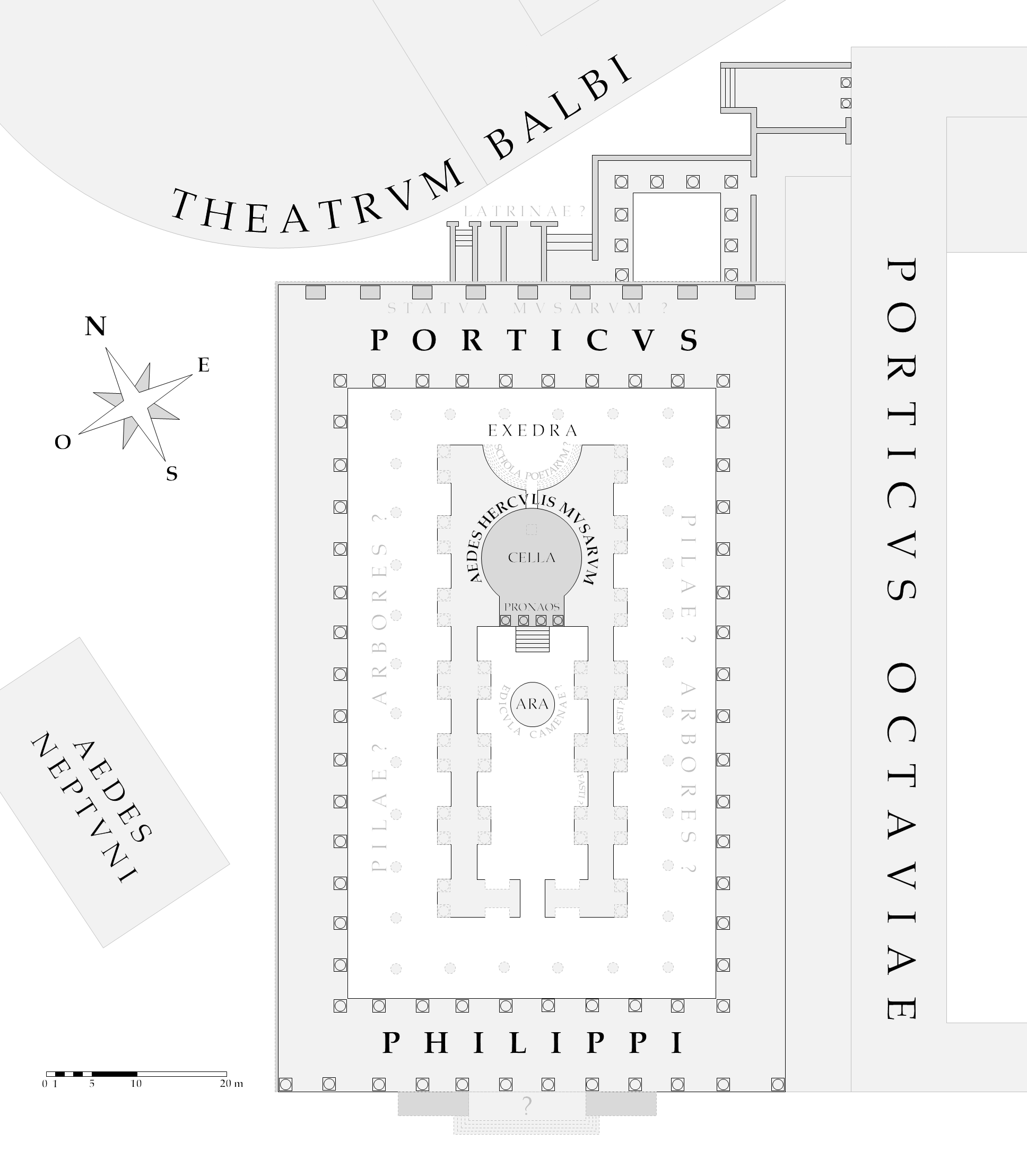
Rekonstruierter Lageplan der den Hercules-Musarum-Tempel umfriedenden Porticus Philippi nach den Fragmenten der FUR.

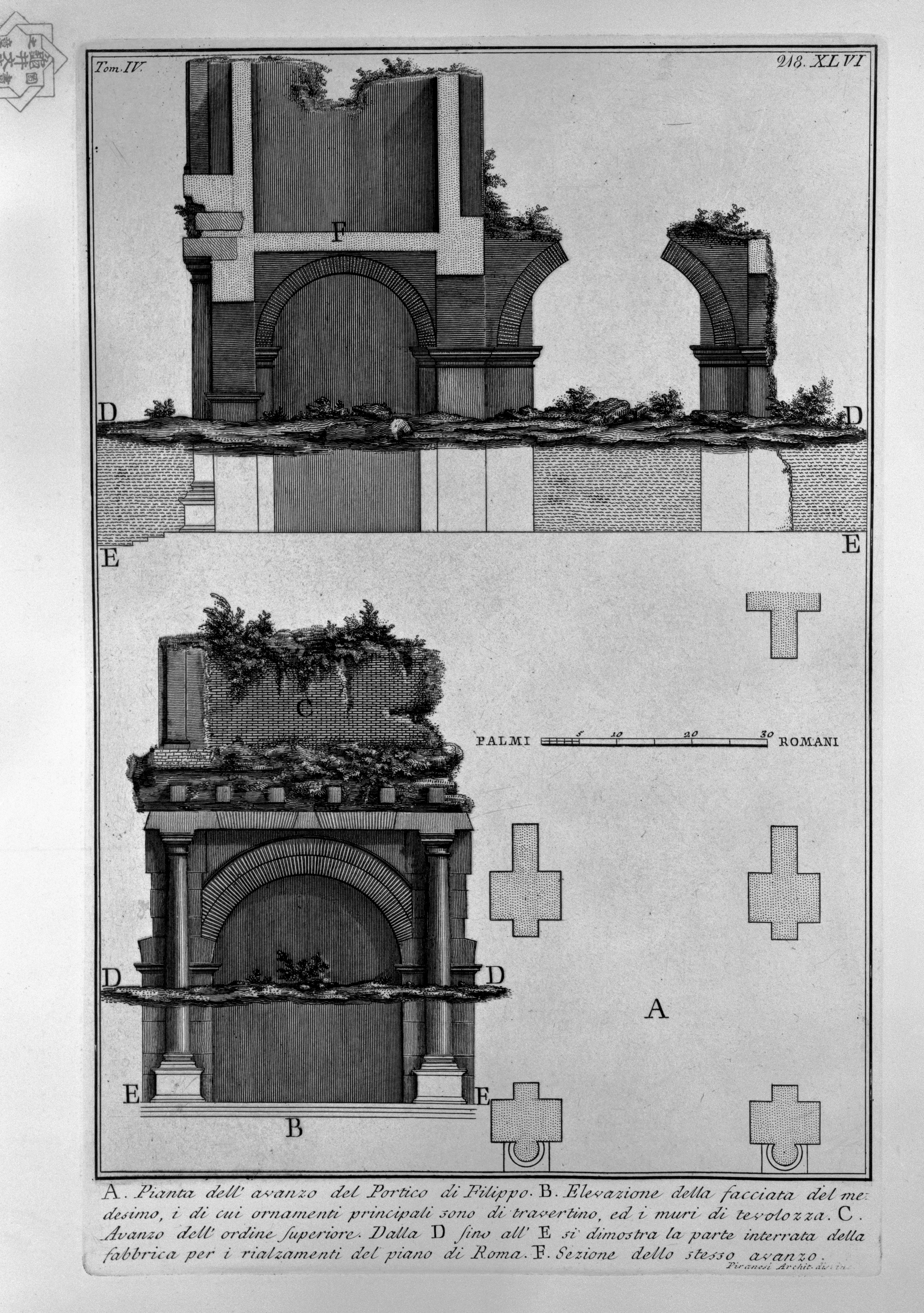
Aus der Serie der Vedute di Roma des Architekten Piranesi: Die Porticus Philippi (1756).

Die Porticus Philippi war eine Säulenhalle auf dem südlichen Campus Martius in Rom. Sie wurde in den Jahren 34/33 v. Chr. errichtet.
Die Porticus Philippi entstand in Folge des Triumphes des spanischen Statthalters Lucius Marcius Philippus, der, nachdem sein Stiefbruder Octavian in der Schlacht bei Actium als Sieger gegen Marcus Antonius hervorgegangen war, die Errichtung wohl aus spanischer Kriegsbeute bestritt. Der Säulengang umschloss als Quadriportikus den gleichzeitig erneuerten Tempel des Hercules Musarum und wurde direkt an die benachbarten Portiken Octavia und Metelli (letztere der Vorgängerbau der Porticus Octaviae) angeschlossen. Südlich grenzten der Circus Flaminius, nördlich das Theater des Balbus an.
Archäologisch sind Teile der Fundamentierungsmauer der Säulenhalle in drei Lagen nachgewiesen, insbesondere im südwestlichen Bereich an der Öffnung zum Circus Flaminius. Daneben sind Fundamentteile im Südosten und Osten der Anlage archäologisch gesichert, weiterhin Zuläufe der Wasserkanäle und einzelne Säulen. Die Fundamentlagen bestanden aus Tuffstein, die bekrönenden Abschlusskanten aus Travertin und die Säulen aus (unkanneliertem) Peperino.
Fragmente der Forma Urbis (FUR 31bb-31hh) zeigen Zutritte ins Innere des Hallenbereiches von Norden wie Süden, wobei Coarelli davon ausgeht, dass direkte Verbindungen auch zu den Nachbarkomplexen bestanden. Für Zutrittsmöglichkeiten und entsprechende Verschließbarkeit spricht schon der Umstand, dass die Portikus eine respektable Kunstsammlung beherbergt hatte. Plinius der Ältere zählt im Inneren aufgestellte Gemälde auf, schwerpunktmäßig aus dem 4. Jahrhundert v. Chr., so von Zeuxis von Herakleia, Antiphilos und Theoros.